# Michel Bastos
Michel Fernandes Bastos (Pelotas, 2. kolovoza 1983.), poznatiji kao Michel Bastos, bivši je brazilski nogometaš. Za reprezentaciju Brazila debitirao je 14. studenog 2009. godine u katarskoj Dohi protiv Engleske.

## Klupska karijera
Bastos je rođen u gradu Pelotas pa je svoju karijeru i započeo igrajući za gradski klub Esporte Clube Pelotas. 2001. godine preselio se u Nizozemsku, gdje je postao član Jong Feyenoord, rezervne momčadi poznatog nizozemskog kluba. Nakon što je posuđen klubu Excelsior, vraća se u Brazil gdje postaje član kluba Atletico Paranaense. Nakon što je odigrao nekoliko utakmica za klubove Grêmio i Figueirense, odlučuje se za povratak u Europu gdje ostaje osam godina.

### Lille OSC
Bastos se pridružio francuskom klubu Lille OSC 2006. godine, a ligaški debi je ostvario u prvom kolu sezone 2006./07. protiv Rennesa u kojem je igrao 65 minuta prije nego što je bio zamijenjen. Lille je tu utakmicu dobio rezultatom 2:1. Bastos je svoj prvi gol za novi klub zabio u utakmici protiv Lensa, a kompletnu sezonu završio je sa sveukupno 3 pogotka. Tijekom sljedeće dvije sezone, broj pogodaka koje je zabijao rapidno je rastao. Tijekom sezone 2007./08. zabio je 8 ligaških golova, uključujući i golove u utakmicama protiv Rennesa, Lyona i Lorienta, pomogavši na taj način da klub završi na visokom sedmom mjestu francuske prve lige. Upravo tijekom ove sezone, Bastos je počeo miksati svoje pozicije lijevog braniča i lijevog krila. 
Tijekom sezone 2008./09. permanentno je ostao na mjestu lijevog krila. Prvi je gol u novoj sezoni zabio već u drugoj utakmici protiv Le Mansa; utakmici koju je Lille izgubio rezultatom 1:3. Dva tjedna kasnije zabio je za pobjedu protiv Bordeauxa 2:1, a već u sljedećem kolu ponovno je zabio protiv Sochauxa (rezultat je bio 1:1). Također je bio strijelac i u utakmici protiv Lyona koja je završila 2:2. Pri rezultatu 1:1, Bastos je izveo slobodan udarac s udaljenosti od 30 metara kojeg golman Lyona Hugo Lloris nije mogao zaustaviti.
Od 11. studenog 2008. godine Bastos je zabio u pet utakmica za redom. Bilo je to u utakmicama protiv Marseillea, Lorienta, Toulousea, Nice i Le Havrea. U tom nizu Lille je ostvario 2 pobjede i 3 nerješena ishoda. Nekoliko tjedana kasnije započeo je novi niz pogodaka, ovaj put u šest utakmica za redom. Budući da je Lille pobijedio u svim tim utakmicama, do kraja sezone je osigurao mjesto u Europi – točnije u kupu UEFA. Sveukupno tijekom kompletne sezone Bastos je skupio 41 nastup za klub i zabio 16 golova. Također je skupio i 9 asistencija, čime je došao na prvo mjesto asistenata te sezone, nakon čega mu je uručena nagrada Trophee du Meilleur Passeur. Time je postao prvi igrač u povijesti francuske prve nogometne lige koji se pojavio na top 5 ljestvicama najboljih strijelaca i asistenata sezone otkad se ta statistika prati (sezona 2007./08,). Uz sve to, također je bio nominiran za najboljeg igrača Ligue 1, a uvršten je i u prvu postavu najboljeg kluba sezone.

### Lyon
15. srpnja 2009. godine predsjednik nogometnog kluba Lille, Michel Seydoux, objavio je da je klub pristao na ponudu Lyona od 18 milijuna Eura za prodaju Bastosa. Već sljedećeg dana Bastos je uspješno prošao medicinske testove i pristao na četverogodišnji ugovor, čime je postao drugi igrač kojeg je Lyon tog ljeta kupio (nakon Argentinca Lisandra Lopeza). 20. srpnja predstavljen je medijima skupa s novopridošlicom Alyjem Cissokhom, a dodijeljen mu je dres s brojem 7. Prvi pogodak za Lyon Bastos je zabio u prvom kolu Lige prvaka protiv Anderlechta. U pobjedi koja je završila rezultatom 5:1, zabio je treći zgoditak probivši desnu stranu i pogodivši u lijevi kut gola. 21. veljače 2010. godine, Bastos je zabio hat-trick za samo 21 minutu u utakmici protiv Sochauxa koju je Lyon na kraju dobio rezultatom 4:0.
30. srpnja 2010. godine Bastosu je dodijeljen dres s brojem 11 kojeg je i zahtijevao, a klubu se odužio zabivši pogodak protiv Celtica u Emirates kupu. 

## Međunarodna karijera
Prije nego što je počeo igrati za Lyon, Bastos nikad nije igrao za brazilsku nogometnu reprezentaciju. Upravo svoj prelazak u Lyon Bastos smatra najvažnijim faktorom zbog kojega je i završio među 23 odabrana reprezentativca Brazila koja su otišla na svjetsko nogometno prvenstvo u Južnu Afriku 2010. godine. 27. listopada 2009. godine Bastos je po prvi puta izabran za nacionalni tim u utakmicama protiv Engleske i Omana.  Svoj debi odigrao je protiv Engleske, igrajući lijevog braniča. Na istoj poziciji igrao je i u sljedeće dvije prijateljske utakmice – protiv Omana i Republike Irske u veljači 2010. godine. 11. svibnja 2010. godine službeno je postao posljednji, dvadeset i treći brazilski reprezentativac koji će nastupati u Južnoj Africi. 2. lipnja 2010. godine Bastos je zabio svoj jedini gol za reprezentaciju protiv Zimbabvea. Utakmica je završila rezultatom 3:0. 